# Takutea

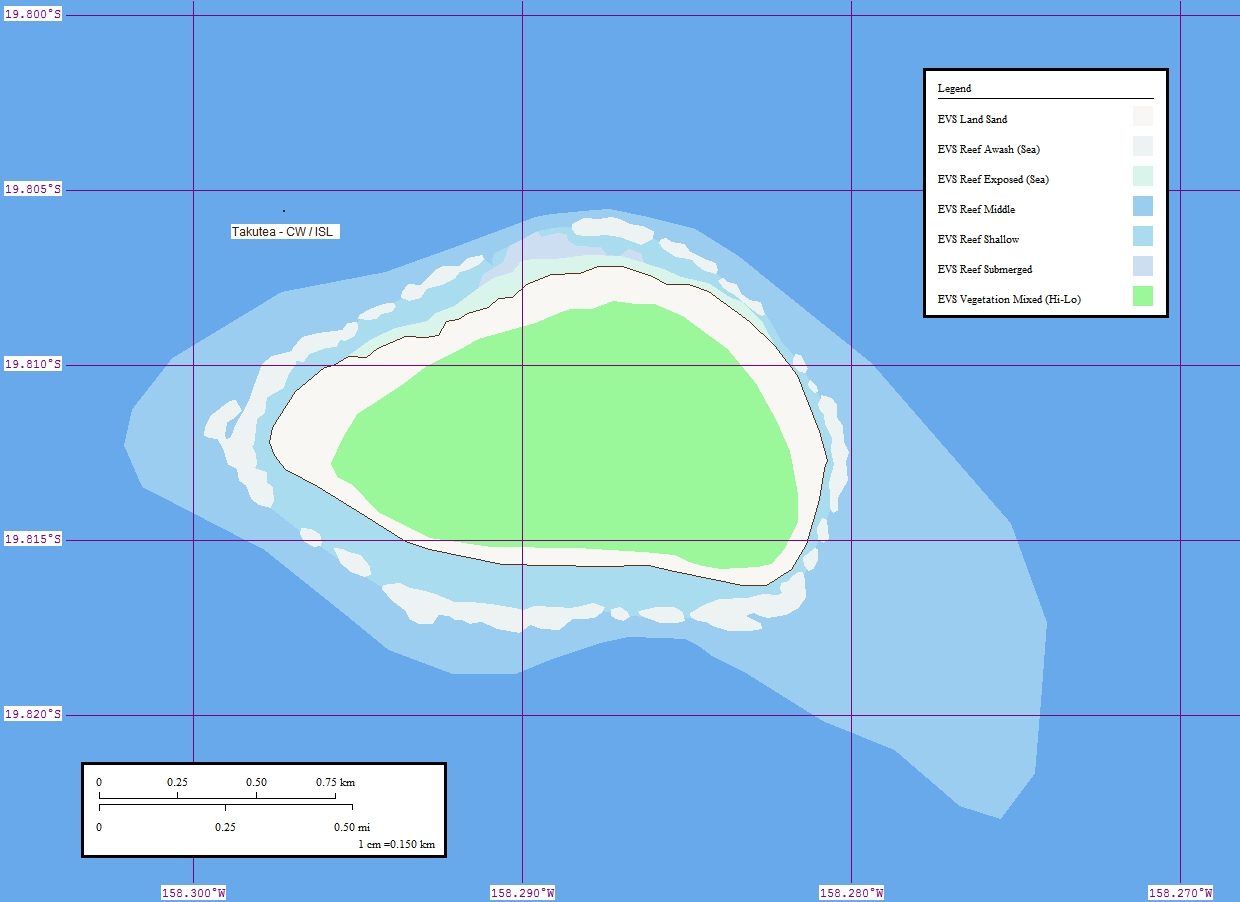
Mapa de l'illa Takutea

Takutea és una de les illes Cook meridionals, situada a 20 km al nord-oest d'Atiu.

## Geografia
És l'illa més petita de l'arxipèlag, amb una superfície total d'1,2 km² i una altitud màxima de 6 m sobre el nivell del mar. L'illa és de tipus makatea amb un escull de corall fossilitzat que fa l'accés difícil des del mar. És deshabitada i està declarada com a reserva natural.

## Història
El nom antic era Areuna. Takuteu significa «el ku blanc» (ku és un peix vermell). Com altres illes del grup, va ser descoberta, el 1777, per l'anglès James Cook que va anotar el nom de Wenua-iti (petita illa) tal com l'anomenaven els habitants de la veïna Atua.
El 1903, el cap ariki Ngamaru la va entregar al rei Eduard per al benefici dels habitants de les illes Cook. El 1950 es va anomenar al consell de caps tradicionals d'Atiu com a fiduciaris de la Reserva Natural de Takutea en representació de tots els propietaris de terres a Atiu. El consell s'encarrega de les tasques de vigilància i manteniment, i supervisa els permisos per a visitar-la. Avui existeixen polèmiques sobre la regulació i les limitacions de l'ecoturisme.